# آپین، نیو ساوت ولز
آپین (به انگلیسی: Appin) یک شهرک در استرالیا است که در نیو ساوت ولز  واقع شده‌است.